# Arpheuilles-Saint-Priest
Pour les articles homonymes, voir Arpheuilles et Saint-Priest (homonymie).
Arpheuilles-Saint-Priest est une commune française située dans le département de l'Allier, en région Auvergne-Rhône-Alpes.

## Géographie
Ses communes limitrophes sont :
| Saint-Genest, Villebret |                          | Durdat-Larequille |
|                         | Arpheuilles-Saint-Priest |                   |
| Terjat                  | Marcillat-en-Combraille  | Ronnet            |

### Climat
Pour des articles plus généraux, voir Climat d'Auvergne-Rhône-Alpes et Climat de l'Allier.
En 2010, le climat de la commune est de type climat océanique dégradé des plaines du Centre et du Nord, selon une étude du CNRS s'appuyant sur une série de données couvrant la période 1971-2000. En 2020, Météo-France publie une typologie des climats de la France métropolitaine dans laquelle la commune est exposée à un climat de montagne ou de marges de montagne et est dans la région climatique Ouest et nord-ouest du Massif Central, caractérisée par une pluviométrie annuelle de 900 à 1 500 mm, maximale en automne et en hiver.
Pour la période 1971-2000, la température annuelle moyenne est de 9,7 °C, avec une amplitude thermique annuelle de 14,8 °C. Le cumul annuel moyen de précipitations est de 833 mm, avec 11,1 jours de précipitations en janvier et 7,8 jours en juillet. Pour la période 1991-2020, la température moyenne annuelle observée sur la station météorologique de Météo-France la plus proche, sur la commune de Durdat-Larequille à 4 km à vol d'oiseau, est de 11,0 °C et le cumul annuel moyen de précipitations est de 879,1 mm,. Pour l'avenir, les paramètres climatiques de la commune estimés pour 2050 selon différents scénarios d'émission de gaz à effet de serre sont consultables sur un site dédié publié par Météo-France en novembre 2022.

## Urbanisme

### Typologie
Au 1er janvier 2024, Arpheuilles-Saint-Priest est catégorisée commune rurale à habitat très dispersé, selon la nouvelle grille communale de densité à 7 niveaux définie par l'Insee en 2022.
Elle est située hors unité urbaine. Par ailleurs la commune fait partie de l'aire d'attraction de Montluçon, dont elle est une commune de la couronne,. Cette aire, qui regroupe 58 communes, est catégorisée dans les aires de 50 000 à moins de 200 000 habitants,.

### Occupation des sols

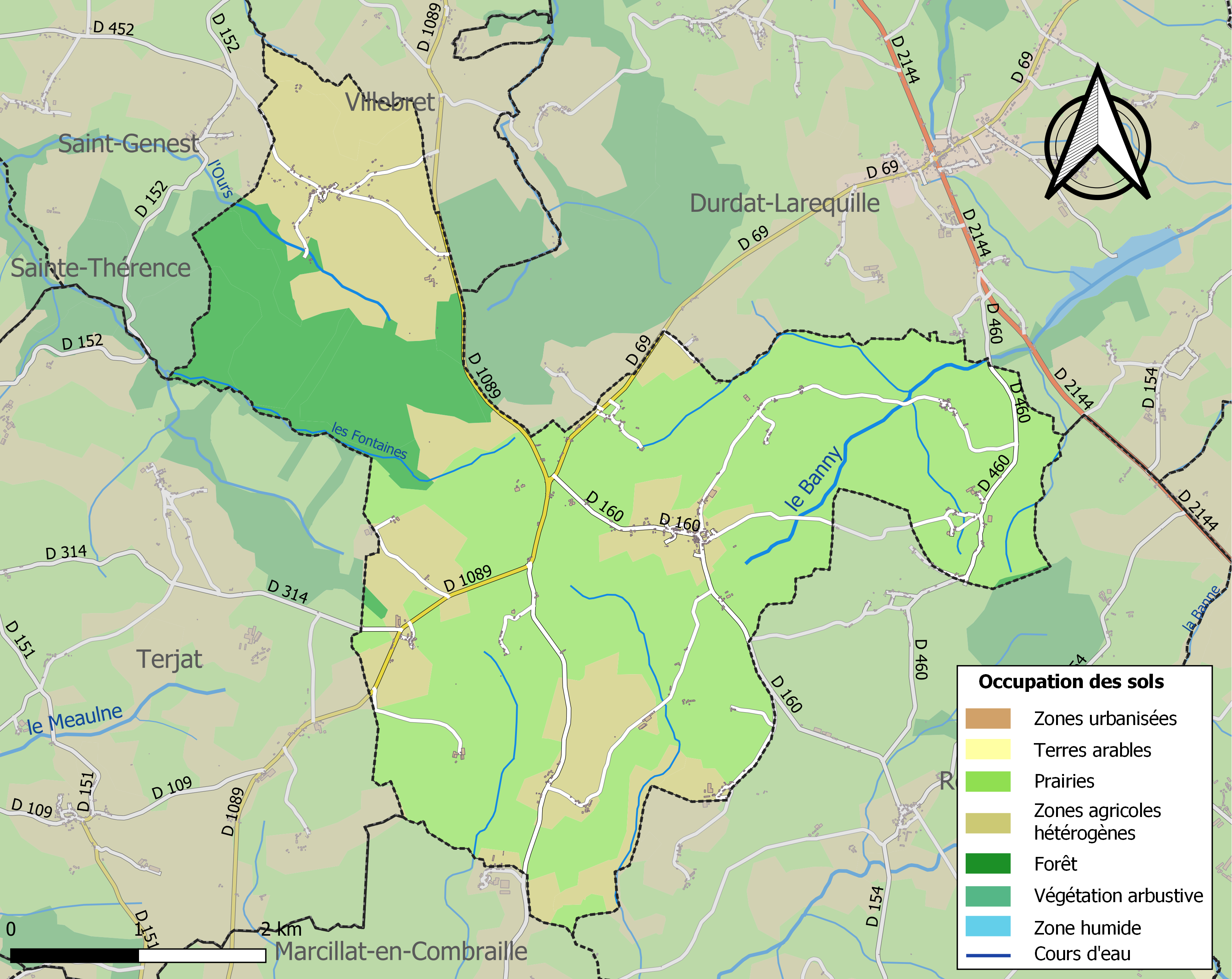
Carte des infrastructures et de l'occupation des sols de la commune en 2018 (CLC).

L'occupation des sols de la commune, telle qu'elle ressort de la base de données européenne d’occupation biophysique des sols Corine Land Cover (CLC), est marquée par l'importance des territoires agricoles (86,6 % en 2018), une proportion identique à celle de 1990 (86,6 %). La répartition détaillée en 2018 est la suivante : prairies (59 %), zones agricoles hétérogènes (27,6 %), forêts (13,4 %).
L'IGN met par ailleurs à disposition un outil en ligne permettant de comparer l’évolution dans le temps de l’occupation des sols de la commune (ou de territoires à des échelles différentes). Plusieurs époques sont accessibles sous forme de cartes ou photos aériennes : la carte de Cassini (XVIIIe siècle), la carte d'état-major (1820-1866) et la période actuelle (1950 à aujourd'hui).

## Toponymie
La forme réduite arfuèlha, du nord-occitan, a produit une f en perdant le e pré-tonique (agr[e]fuèlha > agrfuèlha > arfuèlha) pour aboutir à Arpheuilles qui est la forme plurielle d'une appellation du houx dérivée de la racine latine acrifoliu-.
La commune fait partie de l'aire linguistique du Croissant, zone où la langue est de transition entre l'occitan et la langue d'oïl.

## Histoire
En 1842, les communes d'Arpheuilles et de Saint-Priest-en-Marcillat, canton de Marcillat, arrondissement de Montluçon (Allier), sont réunies en une seule, dont le chef-lieu est fixé à Arpheuilles, et qui prendra le nom d'Arpheuilles-Saint-Priest.

## Politique et administration

### Découpage territorial
La commune d'Arpheuilles-Saint-Priest est membre de la communauté d'agglomération Montluçon Communauté, un établissement public de coopération intercommunale (EPCI) à fiscalité propre créé le 1er janvier 2017 dont le siège est à Montluçon. Ce dernier est par ailleurs membre d'autres groupements intercommunaux.
Sur le plan administratif, elle est rattachée à l'arrondissement de Montluçon, au département de l'Allier et à la région Auvergne-Rhône-Alpes. Sur le plan électoral, elle dépend du  canton de Montluçon-3 pour l'élection des conseillers départementaux, depuis le redécoupage cantonal de 2014 entré en vigueur en 2015, et de la deuxième circonscription de l'Allier  pour les élections législatives, depuis le dernier découpage électoral de 2010.

### Administration municipale
| Période                                  | Période                  | Identité          | Étiquette | Qualité              |
| ---------------------------------------- | ------------------------ | ----------------- | --------- | -------------------- |
| Les données manquantes sont à compléter. |                          |                   |           |                      |
| mars 2001                                | mars 2008                | Georges Liconnet  |           |                      |
| mars 2008                                | En cours (au 6 mai 2023) | Jean-Paul Lamoine | PS        | Agriculteur retraité |

## Population et société

### Démographie
Les habitants de la commune sont appelés les Arpheuillais et les Arpheuillaises ou les Arpheuillois et les Arpheuilloises.

#### Évolution démographique
L'évolution du nombre d'habitants est connue à travers les recensements de la population effectués dans la commune depuis 1793. Pour les communes de moins de 10 000 habitants, une enquête de recensement portant sur toute la population est réalisée tous les cinq ans, les populations de référence des années intermédiaires étant quant à elles estimées par interpolation ou extrapolation. Pour la commune, le premier recensement exhaustif entrant dans le cadre du nouveau dispositif a été réalisé en 2007.

En 2022, la commune comptait 374 habitants, en évolution de +5,35 % par rapport à 2016 (Allier : −1,38 %, France hors Mayotte : +2,11 %).
| 1793 | 1800 | 1806 | 1821 | 1831 | 1836 | 1841 | 1846 | 1851 |
| ---- | ---- | ---- | ---- | ---- | ---- | ---- | ---- | ---- |
| 410  | 414  | 402  | 470  | 498  | 553  | 852  | 840  | 891  |

| 1856 | 1861 | 1866 | 1872 | 1876 | 1881 | 1886 | 1891 | 1896 |
| ---- | ---- | ---- | ---- | ---- | ---- | ---- | ---- | ---- |
| 868  | 754  | 785  | 774  | 772  | 803  | 840  | 810  | 878  |

| 1901 | 1906 | 1911 | 1921 | 1926 | 1931 | 1936 | 1946 | 1954 |
| ---- | ---- | ---- | ---- | ---- | ---- | ---- | ---- | ---- |
| 826  | 837  | 806  | 651  | 601  | 598  | 554  | 457  | 409  |

| 1962 | 1968 | 1975 | 1982 | 1990 | 1999 | 2006 | 2007 | 2012 |
| ---- | ---- | ---- | ---- | ---- | ---- | ---- | ---- | ---- |
| 420  | 401  | 358  | 321  | 334  | 307  | 330  | 333  | 353  |

| 2017 | 2022 | - | - | - | - | - | - | - |
| ---- | ---- | - | - | - | - | - | - | - |
| 356  | 374  | - | - | - | - | - | - | - |

#### Pyramide des âges
En 2021, le taux de personnes d'un âge inférieur à 30 ans s'élève à 31,0 %, soit au-dessus de la moyenne départementale (29,0 %). À l'inverse, le taux de personnes d'âge supérieur à 60 ans est de 28,3 % la même année, alors qu'il est de 35,6 % au niveau départemental.
En 2021, la commune comptait 187 hommes pour 178 femmes, soit un taux de 51,23 % d'hommes, largement supérieur au taux départemental (47,97 %).
Les pyramides des âges de la commune et du département s'établissent comme suit :
| Hommes | Classe d’âge | Femmes |
| ------ | ------------ | ------ |
| 0,0    | 90 ou +      | 0,6    |
| 7,4    | 75-89 ans    | 8,4    |
| 16,7   | 60-74 ans    | 23,9   |
| 21,7   | 45-59 ans    | 19,5   |
| 20,6   | 30-44 ans    | 19,4   |
| 12,0   | 15-29 ans    | 9,5    |
| 21,6   | 0-14 ans     | 18,8   |

| Hommes | Classe d’âge | Femmes |
| ------ | ------------ | ------ |
| 1,2    | 90 ou +      | 3      |
| 10     | 75-89 ans    | 13,4   |
| 21,3   | 60-74 ans    | 22     |
| 20,6   | 45-59 ans    | 19,6   |
| 15,7   | 30-44 ans    | 15     |
| 15,6   | 15-29 ans    | 12,9   |
| 15,7   | 0-14 ans     | 14     |

## Culture locale et patrimoine

### Lieux et monuments
- Église Saint-Pierre du XIXe siècle.
- Souterrain sous « tumulus » signalé par Blanchet[25], décrit et fouillé en 1862 par L.-G. Esmonot[26].

### Héraldique
|  | Les armes de la commune se blasonnent ainsi : Parti : au premier d'or à la feuille de chêne de sinople, au second de gueules à la harpe d'argent ; le tout sommé d'un chef d'azur chargé d'une clef d'or posée en fasce. |